# 551 Ortrud
551 Ortrud eller 1904 PM är en asteroid i huvudbältet, som upptäcktes 16 november 1904 av den tyske astronomen Max Wolf i Heidelberg. Den har fått sitt namn efter Ortrud i Richard Wagners opera Lohengrin.
Asteroiden har en diameter på ungefär 81 kilometer.